# Walk on Water (singel Basshuntera)
„Walk on Water” – jedenasty singel szwedzkiego muzyka Basshuntera. Singel osiągnął 76. miejsce na brytyjskiej liście Singles Top 100. Singel znalazł się na wersji Deluxe Edition albumu Now You’re Gone – The Album.

## Lista utworów
- Digital download (5 kwietnia 2009)[3]

1. „Walk on Water” (UK Radio Edit) – 2:55
2. „Walk on Water” (UK Extended Mix) – 4:29
3. „Walk on Water” (Ultra DJ's Remix) – 5:19
4. „Walk on Water” (Bass Slammers Remix) – 5:49
5. „Walk on Water” (7th Heaven Remix) – 6:22

- CD – singel promocyjny (2009)[4]

1. „Walk on Water” (Radio Edit)

## Teledysk
Teledysk do utworu został opublikowany 27 lutego 2009 roku. Opublikowana został również wersja Fan Edit.

## Odbiór
| Digital Spy | [ 7 ] |

### Pozycje na listach przebojów
| Kraj            | Lista (2009)    | Najwyższa pozycja |
| --------------- | --------------- | ----------------- |
| Wielka Brytania | Top 100 Singles | 76                |

### Wykorzystanie
W 2010 roku amerykański raper Kid Ink wykorzystał w utworze „La La La” sampel z „Walk on Water”.